# Matteo da Bascio

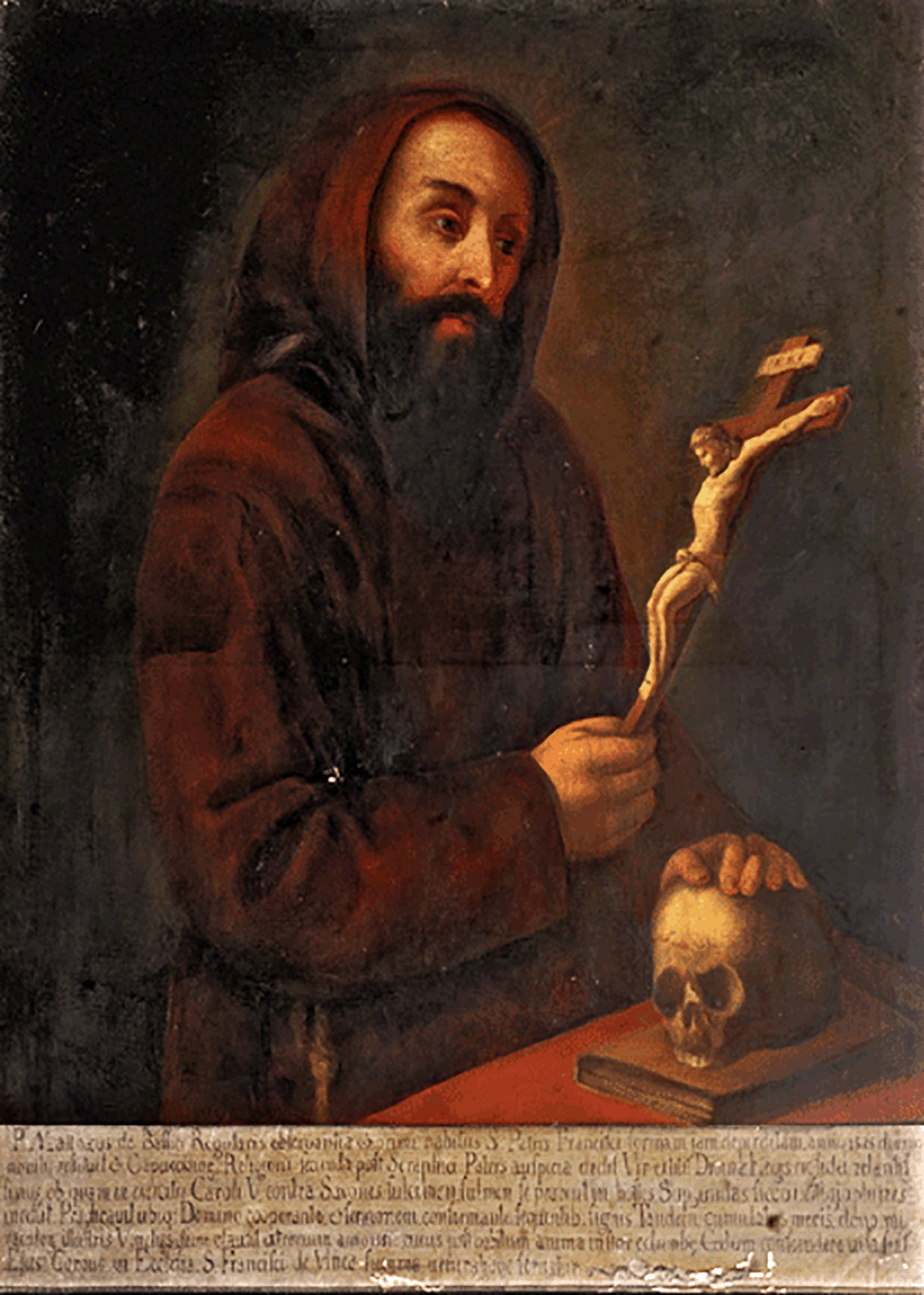
Matteo da Bascio

Matteo da Bascio, al secolo Matteo Serafini (Pennabilli, 1495 circa – Venezia, 6 agosto 1552), è stato un religioso italiano, fondatore e primo superiore generale dell'Ordine dei Frati Minori Cappuccini.

## Biografia
Nato nel villaggio di Bascio, nella Contea di Carpegna, oggi nel comune di Pennabilli, si fece francescano del ramo degli Osservanti nel convento di Montefiorentino, presso Frontino, e venne ordinato sacerdote nel 1525. Desideroso di ritornare al primitivo rigore francescano, nel 1525 lasciò il suo convento di Montefalcone ed ottenne da papa Clemente VII il privilegio personale di vestire un lungo saio di tessuto ruvido (come quello di Francesco d'Assisi, ma con un cappuccio più lungo ed appuntito), di osservare rigidamente la regola in assoluta povertà, di fare vita eremitica e predicare liberamente.
Questo esempio ebbe subito numerosi imitatori tra quanti desideravano restaurare lo spirito originale del francescanesimo e diede luogo all'istituzione dell'Ordine dei Frati Minori Cappuccini (detti così per la peculiarità del loro abito), che grazie al sostegno della duchessa Caterina Cybo di Camerino venne approvato dal pontefice il 3 luglio del 1528 con la bolla Religionis zelus.
Nel primo capitolo generale dell'ordine, celebratosi nell'aprile del 1529 nella chiesa di Santa Maria dell'Acquarella di Albacina, presso Fabriano, venne eletto primo superiore generale per acclamazione. Tuttavia non mantenne la sua carica per molto tempo: dopo aver visitato la fraternità si dimise.
Brillante omileta, ebbe parte notevole nel movimento di riforma della vita religiosa del XVI secolo.
Morì a Venezia, nella chiesa di chiesa di San Moisè, ed è sepolto nella chiesa di San Francesco della Vigna.